# Tipula pacifica
Tipula pacifica är en tvåvingeart som beskrevs av Doane 1912. Tipula pacifica ingår i släktet Tipula och familjen storharkrankar. Inga underarter finns listade i Catalogue of Life.